# Steven Wright

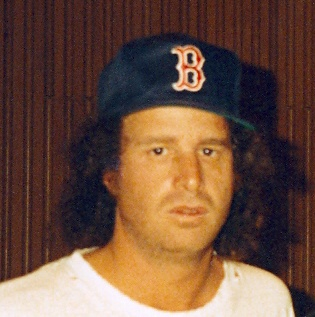
Steven Wright (1994)

Steven Wright (* 6. Dezember 1955 in Cambridge, Massachusetts) ist ein US-amerikanischer Schauspieler, Schriftsteller und Stand-up-Comedian. Er ist bekannt für seine langsame, trockene und monotone Ausdrucksweise von ironischen, witzigen und manchmal verwirrenden Witzen und Einzeilern.

## Leben
Wright brachte 1985 ein Comedy-Album mit dem Titel „I Have a Pony“ heraus. 1992 hatte Wright eine wiederkehrende Rolle in der Fernseh-Sitcom „Mad About You“. Im Jahr 1989 wurde er gemeinsam mit Dean Parisot mit einem Academy Award (Oscar) für den Kurzfilm The Appointments of Dennis Jennings ausgezeichnet. Der Film handelt von Dennis Jennings, einem Tagträumer, der sich von einem Psychiater Hilfe erhofft, aber das Gegenteil findet. Wright ist auch die Stimme des Radio-DJs in dem Film Reservoir Dogs – Wilde Hunde.
Es gibt im Internet zahlreiche Listen mit Witzen, die Wright zugerechnet werden, manchmal mit ungewisser Herkunft. Wright äußerte dazu:

“Someone showed me a site, and half of it that said I wrote it, I didn’t write. Recently, I saw one, and I didn’t write any of it. What’s disturbing is that with a few of these jokes, I wish I had thought of them. A giant amount of them, I’m embarrassed that people think I thought of them, because some are really bad.”

„Jemand zeigte mir eine Internet-Seite, und die Hälfte dessen, von dem behauptet wurde, ich hätte es geschrieben, hatte ich nicht geschrieben. Vor kurzem sah ich einige Witze, und ich hatte nicht einen einzigen davon geschrieben. Was mich stört ist, dass ich mir bei einigen dieser Witze wünschte, ich hätte sie geschrieben. Bei einer gigantischen Menge davon schäme ich mich, dass die Leute denken, ich hätte sie geschrieben, denn sie sind wirklich schlecht.“

In einer Abstimmung von 2005 zum „Comedians Comedian“ wurde er von anderen Komikern und Comedy-Kennern in die Top 50 gewählt. Vor kurzem wurde er als Nummer 23 auf der Comedy Central’s Liste der 100 besten Stand-up-Comedians aller Zeiten bekannt gegeben.

## Einzeiler
Hier ist eine kleine Auswahl von Steven Wrights Einzeilern nebst englischem Original.
- Für einen Friedensnobelpreis würde ich töten.
  - I’d kill for a Nobel Peace Prize.
- Ich hatte mal fast eine wahrsagende Freundin, aber sie verließ mich, bevor wir uns kennenlernten.
  - I almost had a psychic girlfriend but she left me before we met.
- Woher weiß man, ob die unsichtbare Tinte alle ist?
  - How do you tell when you’re out of invisible ink?
- Ehrgeiz ist eine faule Ausrede dafür, dass man nicht genügend Verstand zum Faulsein besitzt.
  - Ambition is a poor excuse for not having enough sense to be lazy.
- Wenn es beim ersten Versuch nicht klappt, zerstöre alle Hinweise darauf, dass du’s versucht hast.
  - If at first you don't succeed, destroy all evidence that you tried.
- Wie lautet ein anderes Wort für Thesaurus?
  - What’s another word for Thesaurus?
- Schwarze Löcher sind überall dort, wo Gott durch Null geteilt hat.
  - Black holes are where God divided by zero.

## Filmografie (Auswahl)
- 1985: Susan … verzweifelt gesucht (Desperately Seeking Susan)
- 1988: The Appointments of Dennis Jennings
- 1991: Mann mit Ehre – Du achtest nur, was du fürchtest (Men of Respect)
- 1992: Reservoir Dogs – Wilde Hunde (Reservoir Dogs, als Sprecher)
- 1993: Liebling, hältst Du mal die Axt? (So I Married an Axe Murderer)
- 1994: Natural Born Killers
- 1994: Sprachlos (Speechless)
- 1995: Unsere feindlichen Nachbarn (Canadian Bacon)
- 1998: Half Baked – Völlig high und durchgeknallt (Half Baked)
- 2000: Loser – Auch Verlierer haben Glück (Loser)
- 2003 (1986): Coffee and Cigarettes
- 2005: Die Maske 2: Die nächste Generation (Son of the Mask)
- 2011: Louie (TV)
- 2016: Horace and Pete
- 2017: Emoji – Der Film (The Emoji Movie, Stimme im Original)